# A Kind of Magic
„A Kind of Magic“ е албум на британската рок група Куийн. Това е дванадесетият студиен албум на групата и техният първи запис в цифров формат, и е включен в саундтрака към филма Шотландски боец, първият от поредицата, режисиран от Ръсел Мълкахи.
Въпреки че Куийн ще издадат още три албума с Фреди Меркюри (включително посмъртно издаденият Made in Heaven), A Kind of Magic е последният албум, към който е организирано концертно турне, поради диагнозата на Меркюри за СПИН на следващата година и смъртта му през 1991 година. За първи път в своята кариера, групата позволява да бъде филмирана, докато е в звукозаписното студио. Видео на „One Vision“ ги показва в различни етапи на писане и записване на песента.
A Kind of Magic достига първа позиция в Обединеното кралство, продавайки 100 000 копия през първата си седмица и остава в британските класации в продължение на 63 седмици. Албумът съдържа три хит сингъла; „A Kind of Magic“, „One Vision“ и „Friends Will Be Friends“. Шестата песен от албума, „Who Wants to Live Forever“, е записана с оркестър, дирижиран от Майкъл Камен а последната песен, „Princes of the Universe“, е темата към филма Шотландски боец.
Това е първият албум на Куийн, който съдържа песен с името на албума, като всеки албум след това също съдържа по една. Реакцията на критиците към албума е смесена, но през последните години е цитиран от музикални издания и фенове като един от най-добрите записи на Куийн от 1980-те. През 1994 година, албумът влиза в Световните рекорди на Гинес в Топ 1000 на най-добрите албуми на позиция 171 при най-великите рок и поп албуми на всички времена. През 2007 г., Classic Rock го класира на 28-о място сред най-добрите саундтракове на всички времена. Продажбите на албума понастоящем са четиринадесет милиона копия.

## Списък на песните
Страна А
1. One Vision (Куийн) – 5:10
2. A Kind of Magic (Тейлър) – 4:24
3. One Year of Love (Дийкън) – 4:26
4. Pain Is So Close to Pleasure (Дийкън/Меркюри) – 4:21
5. Friends Will Be Friends (Дийкън/Меркюри) – 4:07

Страна Б
1. Who Wants to Live Forever (Мей) – 5:15
2. Gimme the Prize (Kurgan's Theme) (Мей) – 4:34
3. Don't Lose Your Head (Тейлър) – 4:38
4. Princes of the Universe (Меркюри) – 3:32

Бонус песни (1986 EMI CD)
1. A Kind of 'A Kind of Magic (Тейлър) – 3:38
2. Friends Will Be Friends Will Be Friends... (Дийкън/Меркюри) – 5:58
3. Forever (Мей) – 3:20

Бонус песни (1991 Hollywood Records CD)
1. Foreve (Мей) – 3:42
2. One Vision (Разширена версия) – 6:50

## Състав
- Фреди Меркюри: водещи и беквокали, пиано
- Брайън Мей: китари, клавиши
- Роджър Тейлър: барабани
- Джон Дийкън: бас